# Christian Camargo
Christian Camargo, nato Christian Minnick (New York City, 7 luglio 1971), è un attore statunitense.
Il ruolo per cui è più noto è quello di Rudy Cooper/Brian Moser nella serie televisiva Dexter.

## Biografia
Camargo nasce a New York City, 19 agosto 1971, New York, figlio dell'attrice Victoria Wyndham e nipote dell'attore Ralph Camargo. Ha un fratello, Darian Minnick, un fotografo.
Nel 1992 si diploma all'Hobart College e nel 1996 si laurea alla Juilliard School. 
Dopo la laurea si trasferisce in Inghilterra per unirsi alla compagnia teatrale inaugurale "Shakespeare's Globe Theatre" nel South Bank, dove incontra la futura moglie, l'attrice Juliet Rylance, che sposerà nel novembre 2008.
Il nonno di Christian convinse le due figlie, Victoria e Felice, a cambiare cognome perché convinto di aver perso ruoli a causa del suo essere latinoamericano. Successivamente Christian cambiò nuovamente il proprio nome, per dimostrare di essere orgoglioso delle sue origini.

## Carriera
Camargo ha recitato in numerose serie televisive, come CSI - Scena del crimine , Ghost Whisperer - Presenze, Law & Order - I due volti della giustizia, The Mentalist, The Good Wife e Dexter. Per il cinema ha interpretato John Wilkes Booth ne Il mistero delle pagine perdute e ha partecipato ai film di Kathryn Bigelow K-19 e The Hurt Locker. 
Nel 2008 interpreta il suo primo ruolo da protagonista in Henry May Long. Nel 2011 fa parte del cast della saga di Twilight: Breaking Dawn parte 2, dove interpreta Eleazar, un ex-membro della guardia dei Volturi.

## Filmografia

### Cinema
- Picture This, regia di Lisa Albright (1999)
- Plunkett & Macleane, regia di Jake Scott (1999)
- Harlem Aria, regia di William Jennings (1999)
- Story of a Bad Boy, regia di Tom Donaghy (1999)
- Lip Service, regia di Shawn Schepps (2001)
- Double Bang, regia di Heywood Gould (2001)
- K-19 (K-19: The Widowmaker), regia di Kathryn Bigelow (2002)
- Welcome to California, regia di Susan Traylor (2005)
- Find Love, regia di Erica Dunton (2006)
- The Picture of Dorian Gray, regia di Duncan Roy (2007)
- The Cry, regia di Bernadine Santistevan (2007)
- Il mistero delle pagine (National Treasure: Book of Secrets), regia di Jon Turteltaub (2007)
- Henry May Long, regia di Randy Sharp (2008)
- The Hurt Locker, regia di Kathryn Bigelow (2009)
- Happy Tears, regia di Mitchell Lichtenstein (2009)
- The Twilight Saga: Breaking Dawn - Parte 1 (The Twilight Saga: Breaking Dawn - Part 1), regia di Bill Condon (2011)
- The Twilight Saga: Breaking Dawn - Parte 2 (The Twilight Saga: Breaking Dawn - Part 2), regia di Bill Condon (2012)
- Europa Report, regia di Sebastián Cordero (2013)

### Televisione
- Great Performances – serie TV, episodio 26x02 (1997)
- Sentieri (The Guiding Light) – serie TV (1998)
- Presidio Med – serie TV, episodi 1x13-1x14 (2002)
- For the People – serie TV, episodio 1x15 (2002)
- Boomtown – serie TV, episodio 1x11 (2003)
- Senza traccia (Without a Trace) – serie TV, episodio 1x18 (2003)
- CSI - Scena del crimine (CSI: Crime Scene Investigation) – serie TV, episodio 4x07 (2003)
- Karen Sisco – serie TV, episodio 1x10 (2004)
- Ghost Whisperer - Presenze (Ghost Whisperer) – serie TV, episodi 1x04-1x07 (2005)
- Wanted – serie TV, episodio 1x10 (2005)
- Studio 60 on the Sunset Strip – serie TV, episodio 1x13 (2007)
- The Cleaner – serie TV, episodio 1x06 (2008)
- Law & Order - I due volti della giustizia (Law & Order) – serie TV, episodio 19x13 (2009)
- Numb3rs – serie TV, episodio 6x05 (2009)
- Medium – serie TV, episodio 7x12 (2011)
- The Mentalist – serie TV, episodio 4x04 (2011)
- Dexter – serie TV, 10 episodi (2006-2011)
- The Good Wife – serie TV, episodio 3x16 (2012)
- Elementary – serie TV, un episodio (2014)
- House of Cards - Gli intrighi del potere (House of Cards) – serie TV, 2 episodi (2015)
- Penny Dreadful – serie TV, 7 episodi (2016)
- Wormwood – miniserie TV (2017)
- The City & the City – serie TV, 4 episodi (2018)
- See – serie TV, 24 episodi (2019-2022)

## Doppiatori italiani
Nelle versioni in italiano delle opere in cui ha recitato, Christian Camargo è stato doppiato da:
- Edoardo Stoppacciaro in The Twilight Saga: Breaking Dawn - Parte 1, The Twilight Saga: Breaking Dawn - Parte 2
- Giorgio Borghetti in Medium, Penny Dreadful
- Enrico Pallini in Plunkett & Macleane
- Roberto Gammino in K-19
- Massimiliano Manfredi in Ghost Whisperer - Presenze
- Antonio Palumbo in Dexter
- Vladimiro Conti ne Il mistero delle pagine perdute
- Franco Mannella in The Hurt Locker
- Teo Bellia in Happy Tears
- Roberto Chevalier in The Mentalist
- Francesco Sechi in Elementary
- Alessio Cigliano in House of Cards - Gli intrighi del potere
- Osmar Santucho in Haven
- Andrea Lavagnino in Manhunt
- Oliviero Cappellini in The City & the City
- Andrea Ward in See